# Bugatti Divo
 La Bugatti Divo è un'automobile supersportiva a motore centrale sviluppata e presentata nel 2019 dalla casa automobilistica francese Bugatti, con la successiva produzione dei 40 esemplari previsti tra il 2020 e il luglio 2021.
Tutte le 40 auto sono state pre-vendute prima della presentazione al pubblico, avvenuta al Salone di Ginevra 2019. Il prezzo di ogni esemplare, nel 2018 era di 5,8 milioni di euro.
La vettura prende il nome dal pilota francese Albert Divo, che corse per Bugatti negli anni '20 vincendo due volte la Targa Florio.

## Specifiche

### Profilo

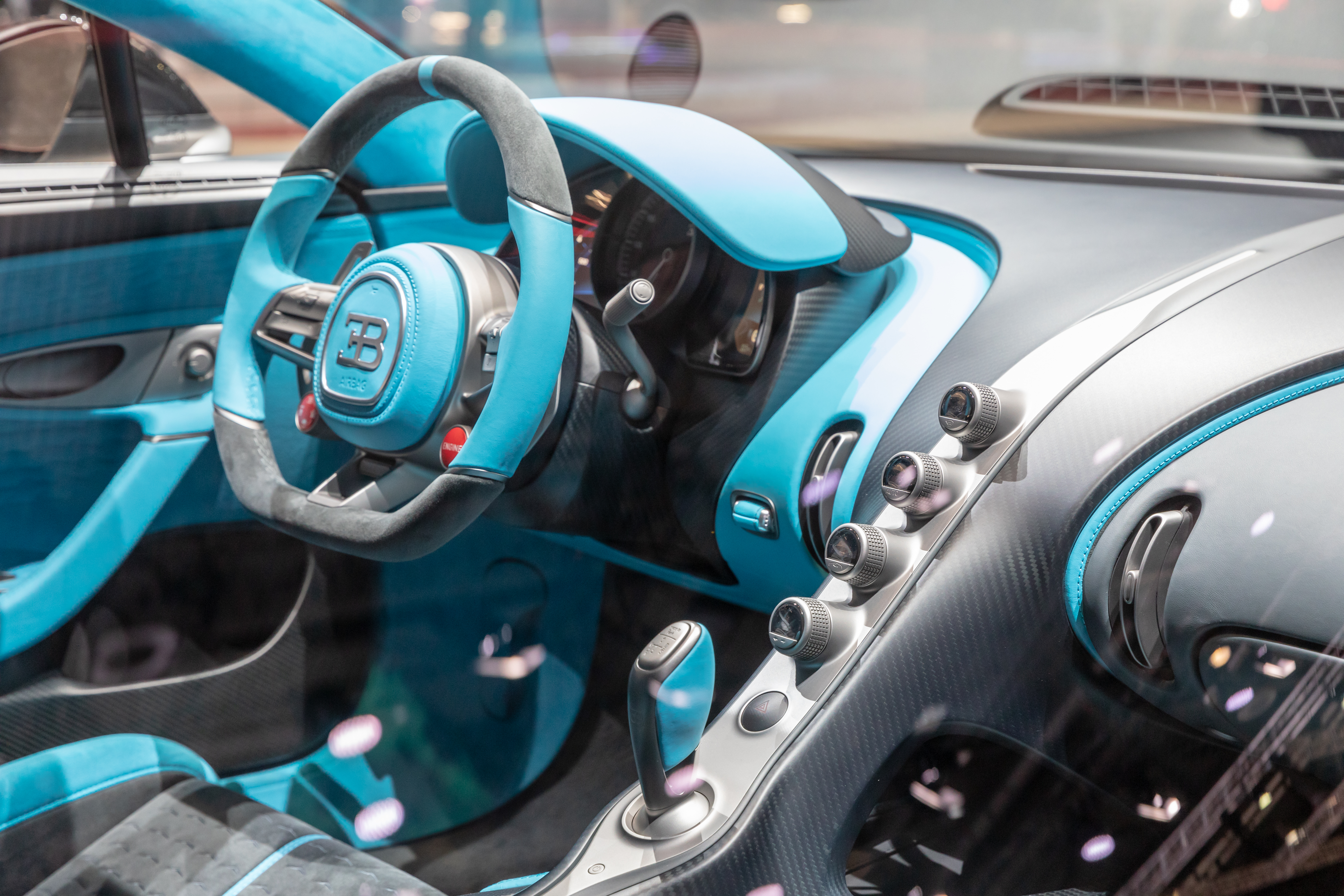
Gli interni

Si tratta di un'evoluzione della Chiron, presentando un design più aggressivo rispetto a quest'ultima, quasi a ricordare la Bugatti Vision Gran Turismo. L'auto include un sistema di scarico riprogettato con tubi di scarico quadrupli, un'ala posteriore larga 1,8 metri (23% più larga dell'ala retrattile sulla Chiron ), un condotto NACA sul tetto che canalizza l'aria verso la parte posteriore dell'auto su una pinna e, in seguito, sull'ala posteriore per un miglior carico aerodinamico, un grande splitter anteriore sotto alla presa d'aria frontale, minigonne laterali più rastremate, nuovi fari anteriori e posteriori allo xeno, una bocchetta nel cofano per un migliore raffreddamento del radiatore e prese d'aria sui passaruota anteriori per raffreddare i freni.
L'interno della Divo è relativamente simile a quello della più lussuosa Chiron, ma essendo studiata più per l'utilizzo in pista che su strada, usa materiali come alcantara e fibra di carbonio per risparmiare peso.
Altre modifiche notevoli includono molle e ammortizzatori più rigidi, spazzole dei tergicristalli e protezione intercooler in fibra di carbonio, raggi delle ruote scanalati, isolamento acustico ridotto, e un sistema audio più leggero. In questo modo la vettura pesa 35 kg in meno della Chiron.

### Prestazioni

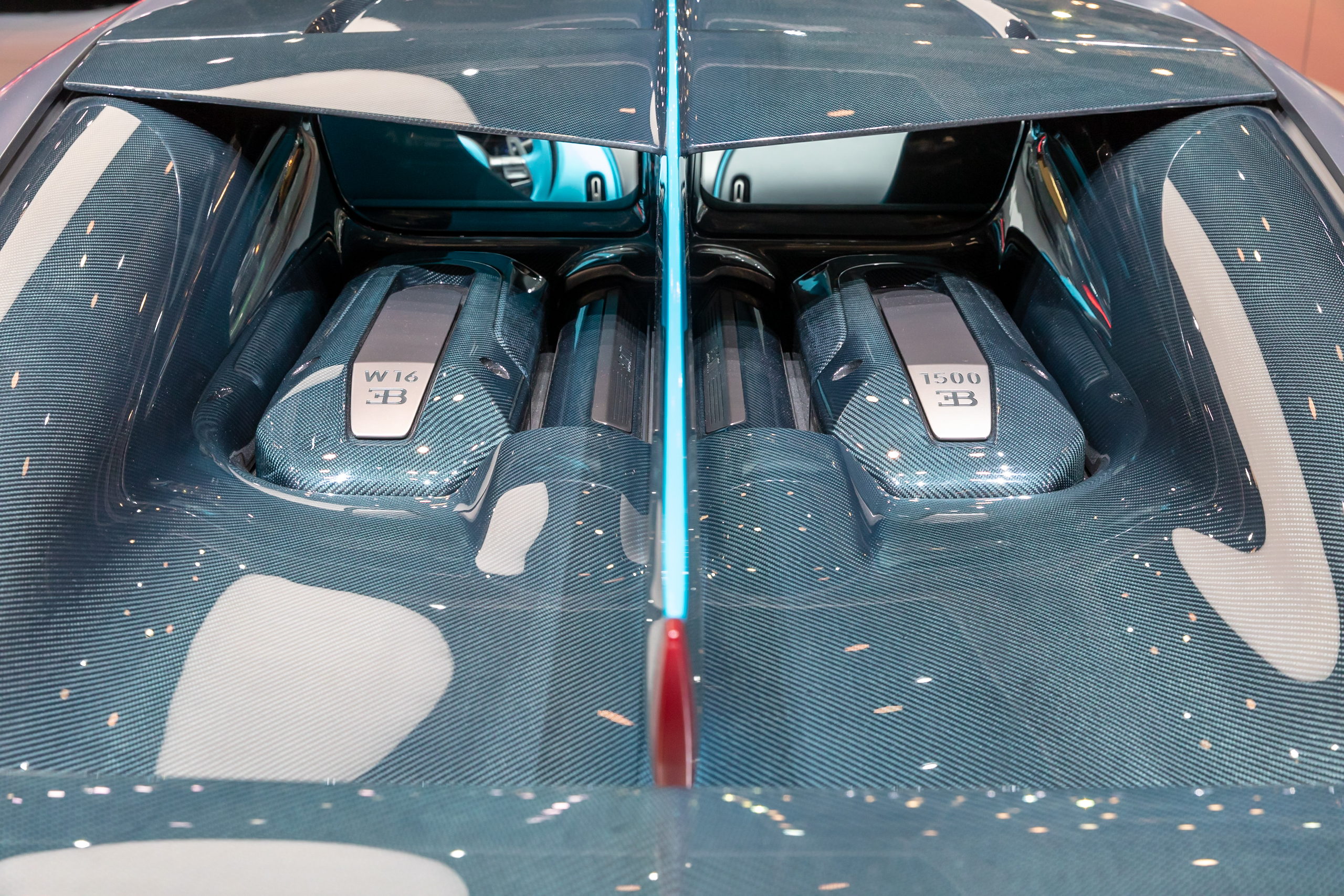
Vano motore

Grazie al suo motore, un'unità W16 quadri-turbo, e a un cambio a doppia frizione a 7 marce l'auto è 8 secondi più veloce della Chiron nella pista di prova di Nardò secondo la casa e genera 456 kg di carico aerodinamico, 90 in più della Chiron. La velocità massima è tuttavia di 380 km/h, a causa della resistenza aggiuntiva prodotta dagli elementi aerodinamici e dalla pressione eccessiva sugli pneumatici risultante da un'altezza di marcia inferiore alla media dell'altra hypercar. La potenza è rimasta invariata rispetto a quella della Chiron, con 1,103 kW, 6700 giri/min e 1,600 N·m di coppia. Anche l'accelerazione da 0 a 100 km/h  è invariata rispetto alla Chiron (per entrambe è 2,4 secondi), ma la Divo ha un'accelerazione laterale maggiore (1,6 g contro 1,5 g nella Chiron).